# Kadetten Schaffhausen
Kadetten Schaffhausen er en schweizisk håndboldklub fra Schaffhausen. Klubben blev schweiziske mestre i 2004/05, 2005/06, 2006/07 og 2009/10.